# Ramachandrapuram (Telangana)
Ramachandrapuram è una suddivisione dell'India, classificata come census town, di 52.586 abitanti, situata nel distretto di Medak, nello stato federato del Telangana. In base al numero di abitanti la città rientra nella classe II (da 50.000 a 99.999 persone).

## Società

### Evoluzione demografica
Al censimento del 2001 la popolazione di Ramachandrapuram assommava a 52.586 persone, delle quali 27.273 maschi e 25.313 femmine. I bambini di età inferiore o uguale ai sei anni assommavano a 6.117, dei quali 3.160 maschi e 2.957 femmine. Infine, coloro che erano in grado di saper almeno leggere e scrivere erano 36.653, dei quali 20.566 maschi e 16.087 femmine.